# Temistoclea
Temistoclea (in greco antico: Θεμιστόκλεια?, Themistokleia; VI secolo a.C.) è stata una filosofa e sacerdotessa greca antica.

## Biografia
Temistoclea o Themistoclea fu insegnante di Pitagora e sacerdotessa a Delfi. È nota per essere una delle prime filosofe in Europa.
I filosofi Aristosseno di Taranto e Porfirio citano Themistoclea come maestra di Pitagora.
Themistoclea era una sacerdotessa o Pizia di Apollo nel tempio di Delfi. Viene citata nell'enciclopedia Suda come 'Theoclea', e da Porfirio come Aristoclea.